# Сонячне сплетіння
Черевне сплетіння, або сонячне сплетіння (лат. plexus coeliacus) — скупчення нервових гангліїв, що знаходиться у верхній частині черевної порожнини. Черевне сплетіння містить чутливі аферентні нервові волокна від внутрішніх органів та прегангліонарні симпатичні й парасимпатичні еферентні нервові волокна, що у випадку парасимпатичної нервової системи є відростками блукаючого нерва. Симпатичні нервові волокна черевного сплетіння представленні волокнами, що відходять від T5-T12 черевних нервів, які мають синапс в черевному сплетінні, звідти постгангліонарні нервові волокна іннервують внутрішні органи. Також до черевного сплетіння входять постгангліонарні нервові волокна від L1/L2 поперечного відділу симпатичної нервової системи (англ. lumbar splanchnic nerves). Аферентні нервові волокна черевного сплетіння передають сигнали болю від печінки, жовчного міхура, підшлункової залози, селезінки, нирок, надниркових залоз, стравоходу та кишечнику аж до ободової кишки (colon transversum).

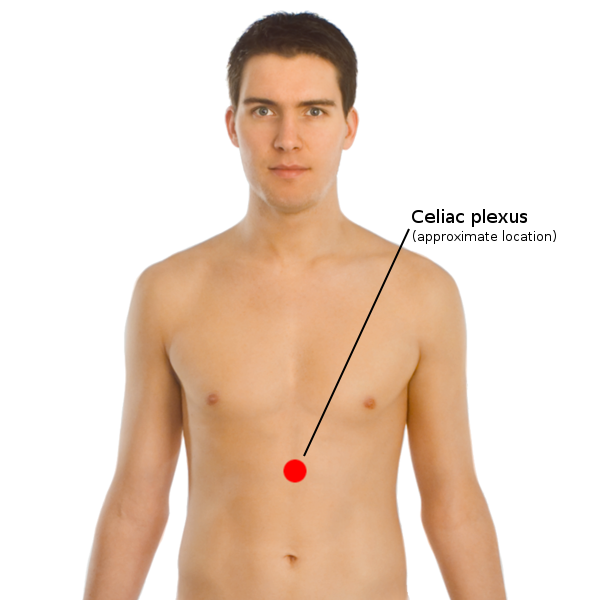
Приблизне розташування черевного сплетіння

Черевне сплетіння знаходиться у заочеревинному просторі, нижче черевного стовбура (truncus coeliacus) черевної аорти (aorta abdominalis). По відношенню до хребта, черевне сплетіння знаходиться між дванадцятим грудним (T12, vertebrae thoracales) та другим поперековим (L2, vertebrae lumbales) хребцями.
Черевне сплетіння складається з трьох гангліїв лівого і правого черевного гангліїв (ganglia coeliaca) та вищого брижового ганглію (ganglion mesentericum superius), останній потім переходить у брижове нервове сплетіння (plexus mesentericus superior). Ганглії варіюють в розмірі від 0,5 до 4,5 см.

## Блокада черевного сплетіння
Черевне сплетіння відповідає за передачу відчуття болю від підшлункової залози, тому пацієнтам з раком підшлункової залози та панкреатитом роблять невролітичну блокаду (англ. neurolytic block) черевного сплетіння.
Невролітична блокада або невроліз — це процедура, при якій проводиться ін'єкція невролітичної речовини в сам нерв або у область поблизу нерва, що передає відчуття болю при патології. Невролітична речовина пошкоджує нерв і відчуття болю припиняється. Невролітична блокада використовується при усуненні хронічного болю в онкохворих, у випадках коли аналгетичні речовини не діють.
При невролізі черевного сплетіння (англ. celiac plexus neurolysis, CPN) частіше за все хворим вводять 50-100 % розчин алкоголю або 10 % розчин фенолу в область черевного сплетіння. Моніторинг операції відбувається за допомогою ультразвуку або комп'ютерної томографії. Однак невролітичні блокади мають небажані побічні ефекти, та відносно недовгий час дії, тобто у хворого відчуття болю повертається з часом.